# День резервіста України
День резервіста України — свято, що відзначається в Україні 18 травня.

## Історія
День установлений 19 квітня 2019 року згідно Указу Президента України Петра Порошенко враховуючи важливу роль резервістів у справі захисту Вітчизни, її незалежності та територіальної цілісності, їх готовність у будь-який час стати до складу Збройних Сил України, інших утворених відповідно до законів України військових формувань, з метою дальшого розвитку сучасних військових традицій, зміцнення патріотичного духу у суспільстві.